# Матковский, Николай Васильевич
Николай Васильевич Матковский — советский хозяйственный, государственный и политический деятель.

## Биография
Родился в 1912 году в Фастове. Член КПСС с 1937 года.
С 1929 года — на хозяйственной, общественной и политической работе. В 1929—1978 гг. — путевой рабочий станции Фастов Юго-Западной ж/д, матрос, рулевой теплохода «Киргиз» Аральского моря, рулевой, 2-й помощник капитана парохода «Ф. Энгельс», «Буг», 2-й и 1-й помощник капитана теплохода «Пионер» на озере Иссык-Куль, краснофлотец Амурской краснознаменной военной флотилии, адъюнкт Военно-политической академии им. Ленина по специальности история международных отношений и внешней политики, старший инструктор ГУ ВМФ, Москва, начальник агитационно-пропагандистской части политотдела эскадры кораблей Северного флота, замкомандира эсминца по политчасти, референт Отдела международной
информации ЦК ВКП(б), заведующий сектором ОВП, заведующий сектором стран Британской империи Отдела внешних сношений, заведующий подотделом Внешнеполитической комиссии ЦК, заведующий сектором международного отдела, преподаватель в Институте международных отношений МИД, начальник ГАУ СССР, заведующий Сектором международного отдела ЦК КПСС, помощник секретаря ЦК КПСС, заместитель директора ИМЛ при ЦК КПСС, заведующий Центральным партархивом, директор музея Маркса и Энгельса, советский представитель во Всемирном комитете мира, ректор Института общественных наук при ЦК КПСС.
Умер в Москве в 1978 году.